# Drosera pedicellaris
Drosera pedicellaris är en sileshårsväxtart som beskrevs av Allen Lowrie. Drosera pedicellaris ingår i släktet sileshår, och familjen sileshårsväxter. Inga underarter finns listade i Catalogue of Life.

## Bildgalleri

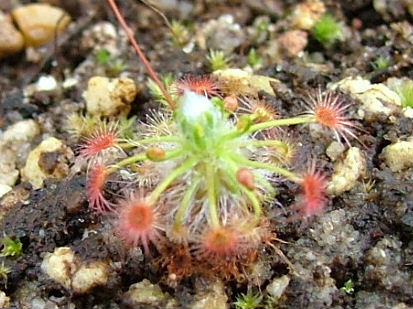
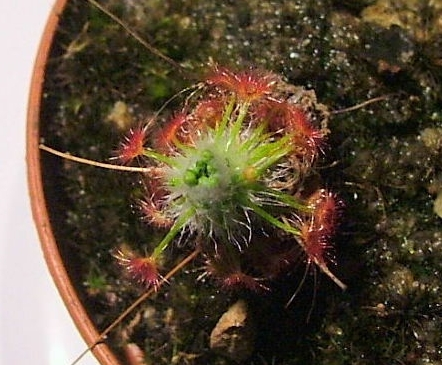